# Andoque
L'andoque és una llengua indígena americana parlada per uns pocs centenars d'indígenes andoques al curs del riu Caquetá a Colòmbia, i actualment en declivi. Pertany al grup de llengües andoque-urequena.
En 2000 es va censar que hi havia 610 parlants en l'àrea del riu Anduche, aigües avall d'Araracuara (Amazones, Colòmbia); 50 d'ells eren monolingües en aquesta llengua. Anteriorment la llengua també es parlava al Perú. El 80% dels parlants parlen fluidament espanyol. El 2007 havien baixat a 370 parlants.

## Parentiu
Generalment es considera que l'andoque és una llengua aïllada, encara que uns certs autors com Kaufman (1994), hagin proposat que podria estar llunyanament emparentat amb les llengües bora-witoto.

## Descripció

### Fonologia
Vocals
|          | Anteriors | Centrals | Posteriors |
| -------- | --------- | -------- | ---------- |
| Tancades | i î       | ɨ        | o          |
| Mitjanes | e ê       | ə ~ə     | o ô        |
| Oberta   | a â       | ʌ ~ʌ     | ɒ          |

Son nou vocals orals i sis nasals, que poden tenir to alt o baix.
Consonants
|                   | labial | alveolar | palatal | velar | glotal |
| ----------------- | ------ | -------- | ------- | ----- | ------ |
| Oclusives sordes  | p      | t        |         | k     | ʔ      |
| Oclusives sonores | b      | d        | j (i)   |       |        |
| nasals            | m      | n        | ɲ (ñ)   |       |        |
| fricativa sordes  | f      | s        |         |       | h      |

### Classificadors
El subjecte no apareix com un nom o substantiu nu, sinó que va acompanyat de marques de gènere o classificadors nominals (que indiquen coses relatives a la geometria). Aquests classificadors nominals són:
animades
masculines
presents (-ja-)
absents (-o-)
femenines
presents (-î-)
absents (-ô-)
col·lectiu (-ə-)
inanimades
tou (-o-)
rígid o allargat (-o-)
uns altres (-ʌ-)
Les marques de persona subjecte poden ser o- ("jo"), ha- ("tu"), ca- ("nosaltres") kə- ("vosaltres").
El predicat verbal adjectiu té un sufix que concorda amb l'índex del subjecte: -ʌ per a animats i tous; -o per a rígid o allargat; -i per als altres. A més es marca amb prefixos que indiquen manera, direcció o aspecte i infixos de temps. El predicat nominal (el que alguna cosa és en si mateix) no tenen sufix de concordança ni prefix dinàmic, però sí que poden presentar infix de temps i manera, com verb. Les altres funcions argumentals (beneficiari, instrumental, locatius) apareixen fora del verb sota la forma d'índexs sufijados per una marca de cas. Hi ha 11 sufixos casuals.

### Epistèmics
D'altra banda l'oració té marques de coneixement o epistèmics segons l'emissor sap del fet per coneixement propi, o si per haver-ho sentit d'una altra persona, o bé per deducció, etc.
A més existeix una marca -nokó de focalització del relat, bé sigui destacant els protagonistes o indicant el moment cúlmine del relat. En la llengua existeixen recursos per a representar l'acció des del punt de vista del subjecte o un altre dels participants, o bé des del punt de vista d'un observador exterior.

## Vocabulari
Llista Swadesh de l'andoque segons Landaburu (2000):
| №   | Català      | Andoque        |
| --- | ----------- | -------------- |
| 1.  | jo          | o-ʔɤ           |
| 2.  | tu          | ha-ʔɤ          |
| 3.  | nosaltres   | kẽ-ʔɤ̃          |
| 4.  | això        | ʌɲẽ́            |
| 5.  | fulla       | -sedɤ̃          |
| 6.  | aquell      | ʌdí            |
| 7.  | qui?        | kó-i           |
| 8.  | què?        | hi-ʌ           |
| g.  | no          | hʌ́ʌ-bã́         |
| 10. | tots        | sí-õ-kɤ̃        |
| 11. | molts       | hʌ́ʌ-pãã́, ɯ́ɯ-kɤ̃ |
| 12. | llarg       | bɤ̃kɤ̃-          |
| 13. | un          | ʌisidé         |
| 14. | dos         | ʌ-ʌ́hʌbã́        |
| 15. | gran        | ĩʔõ-kɤ̃         |
| 16. | gos         | ĩɲõ            |
| 17. | uʔ-pãã́-ɲé-ʌ |                |
| 18. | dona        | tiʔi           |
| 19. | home        | ʝóʔhʌ          |
| 20. | peix        | bei            |
| 21. | ocell       | hiʌɸo          |
| 22. | poll        | táʔsi          |
| 23. | cua         | -dɤ̃ta          |
| 24. | arbre       | kɤ̃́ʔɤ̃dɤ         |
| 25. | llavor      | -tapi          |
| 26. | arrel       | -ɲeko          |
| 27. | escorça     | -tasi          |
| 28. | pell        | -tasi          |
| 29. | carn        | -ɤ̃ta           |
| 30. | sang        | -duʔs          |
| 31. | os          | -tadɤ̃          |
| 32. | greix       | kẽɤ̃i           |
| 33. | ou          | -hádɤ          |
| 34. | banya       | -si            |
| 35. | ploma       | -ɲeɸʌ          |
| 36. | aturat      | taɲe-          |
| 37. | cabell      | ka-tai ʌka-be  |
| 38. | cap         | -tai           |
| 39. | orella      | -bei           |
| 40. | ull         | -ʔákʌ          |
| 41. | nas         | -pɤta          |
| 42. | boca        | -ɸi            |
| 43. | dent        | -kódi          |
| 44. | llengua     | -sodɤ̃          |
| 45. | genoll      | -kodoi         |
| 46. | urpa, ungla | -sikopɤ        |
| 47. | peu         | -dʌka          |
| 48. | mà          | -dobi          |
| 49. | panxa       | -tura          |
| 50. | coll        | -ɲekɤ̃́i         |
| 51. | pits        | -ɲeé           |
| 52. | cor         | -pĩ́tú          |
| 53. | fetge       | -tú            |
| 54. | beure       | -kóʔ-          |
| 55. | menjar      | -baʔi-         |
| 56. | mossegar    | -ʝu-           |
| 57. | veure       | -do-           |
| 58. | escoltar    | -tó-           |
| 59. | saber       | -do-           |
| 60. | dormir      | -pʌ-           |
| 61. | morir       | ĩ-hʌ́ʌ-         |
| 62. | matar       | -buʔ-          |
| 63. | nedar       | -ɲṍẽi-         |
| 64. | volar       | -bu-           |
| 65. | caminar     | -tá-           |
| 66. | venir       | da-ɤ̃-          |
| 67. | allitat     | se-aɲe-        |
| 68. | donar       | -ĩ-            |
| 69. | sentat      | ʝi-ɸɤʌ́-aɲe-    |
| 70. | dir         | -kɤ̃-/-ẽʔ-      |
| 71. | sol         | ĩɒ̃             |
| 72. | lluna       | pódɤɤ̃          |
| 73  | estrella    | ɸʌʔko          |
| 74. | aigua       | dúʔu           |
| 75  | pluja       | dɤ-i           |
| 76. | pedra       | ɸisi           |
| 77. | arena       | poʔsɒ̃ɤ̃         |
| 78. | terra       | ɲṍʔĩ           |
| 79. | núvol       | bóasiakʌi dɤ̃kɤ̃ |
| 80. | fum         | bóasiakʌi      |
| 81. | foc         | ʌʔpa           |
| 82. | cendra      | pʌtakoi        |
| 83. | cremar      | -du-           |
| 84. | camí        | dubɤ, õbɤ      |
| 85. | turó        | toʌ́i           |
| 86. | vermell     | peo-           |
| 87. | verd        | paʝo-          |
| 88. | groc        | dóɒ-           |
| 89. | blanc       | poʔté          |
| 90. | negre       | uo-            |
| 91. | nit         | hʌʔpʌ́ʌ         |
| 92. | calent      | pã-            |
| 93. | fred        | dõsi-ko-       |
| 94. | ple         | ɸiʔ            |
| 95. | nou         | pá-            |
| 96. | bo          | ɸɤɲe-          |
| 97. | rodó        | -tude ('bola') |
| 98. | sec         | ʝɒʔɒ-          |
| 99. | nom         | -ti            |